# التقنين

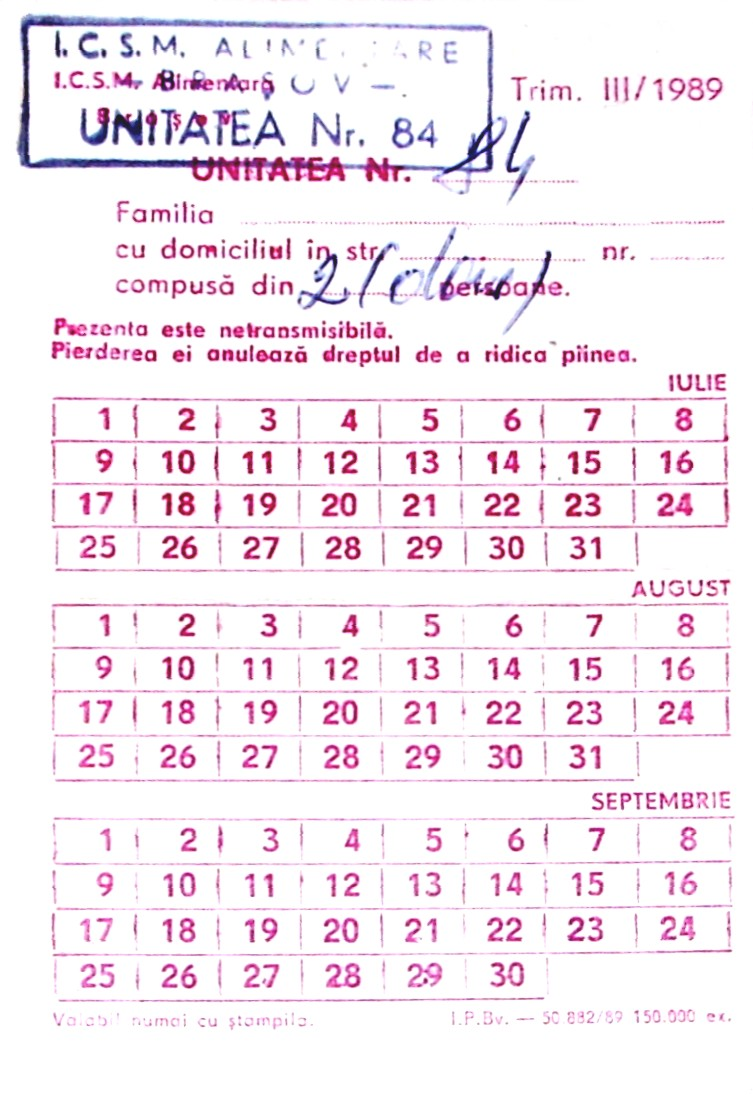
بطاقة تموين رومانية، 1989.

التقنين (بالإنجليزية: Rationing)‏ هو التوزيع المراقَب للموارد النادرة، أو السلع، أو الخدمات، أو القيود الاصطناعية على الطلب. يتحكم التقنين في حجم الحصة التموينية؛ وهي الجزء المسموح به للفرد من الموارد المتوزعة في يوم معين أو في وقت معين. هناك أشكال عديدة من التقنين، ففي الحضارة الغربية، يعيش الشعب بعض هذه الأشكال في الحياة اليومية دون إدراك ذلك.
كثيرًا ما يجري التقنين للإبقاء على السعر دون سعر التوازن (السوق المتوازن) الذي تحدده عملية العرض والطلب في سوق حرة. بالتالي من الممكن أن يكون التقنين مكملًا لضوابط الأسعار. جرى أحد أمثلة التقنين في مواجهة ارتفاع الأسعار، في مختلف البلدان حيث كان هناك تقنين للبنزين أثناء أزمة الطاقة عام 1973.
من الممكن أن يكون النقص سببًا وراء تحديد السعر أقل من الذي قد يخلص السوق، وهذا من شأنه أن يدفع أسعار السوق للارتفاع الشديد. الأسعار المرتفعة، وخاصة في حالة الضروريات، غير مرغوب فيها بالنسبة لأولئك الذين لا يستطيعون تحملها. مع ذلك، يزعم خبراء الاقتصاد التقليديون أن الأسعار المرتفعة تعمل على الحد من إهدار الموارد النادرة بينما توفر أيضًا الحافز لإنتاج المزيد.
يعد التقنين باستخدام طوابع الحصص التموينية، النوع الوحيد للتقنين غير السعري. على سبيل المثال، يمكن تقنين المنتجات النادرة عن طريق طوابير الانتظار. يُرى هذا، على سبيل المثال، في المدن الترفيهية، حيث يدفع المرء ثمن الدخول ثم لا يضطر إلى دفع ثمن الذهاب للألعاب. على نحو مماثل، في غياب تسعير الطرق، تُقنن سبل الوصول إلى الطرق بمبدأ من يأتي أولًا، يُخدم أولًا، طريقة الطابور، ما يؤدي إلى التكدس المروري.
كثيرًا ما تضطر السلطات التي تفرض التقنين إلى التعامل مع السلع المقننة التي تباع بصورة غير مشروعة في السوق السوداء أو الاقتصاد التحتي. رغم أن أنظمة التقنين قد تكون ضرورية أحيانًا باعتبارها الخيار الوحيد القابل للتطبيق في المجتمعات التي تواجه نقصًا حادًا في السلع الاستهلاكية، فإنها لا تحظى عادة بشعبية كبيرة لدى عامة الشعب، إذ تفرض قيودًا على الاستهلاك الفردي.

## التقنين المدني

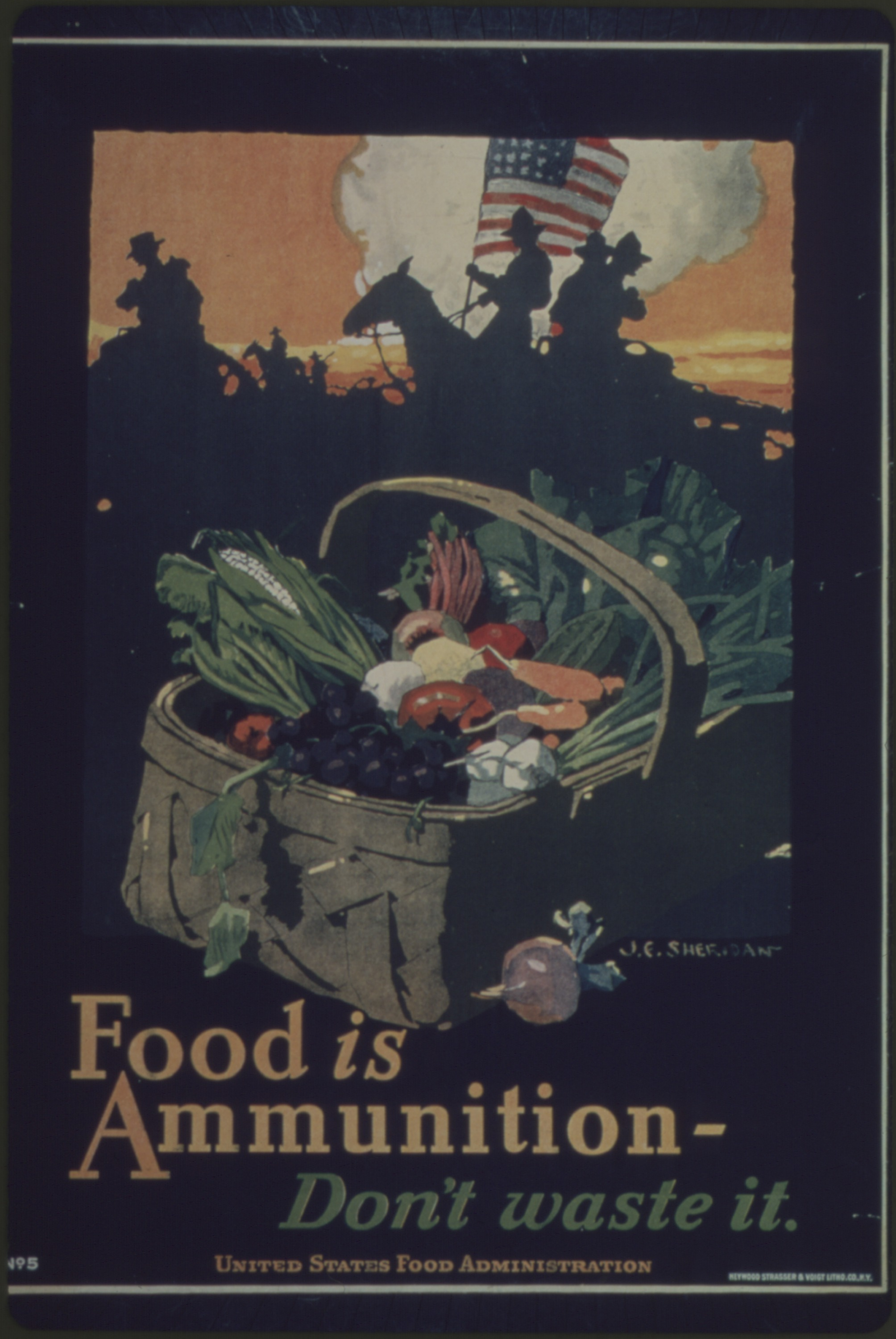
إعلان عام 1918 يحث المدنيين على الحفاظ على طعامهم خلال الحرب العالمية الأولى.

بدأ التقنين للمدنيين خلال الحرب. على سبيل المثال، يمكن منح كل شخص «ما يُعرف بالقسيمة التموينية» التي تسمح له بشراء كمية معينة من منتج ما كل شهر. عادةً ما يشمل التقنين الأغذية وغيرها من اللوازم التي يوجد نقص فيها، بما في ذلك المواد اللازمة للمجهود الحربي مثل الإطارات المطاطية والأحذية الجلدية والملابس والوقود.

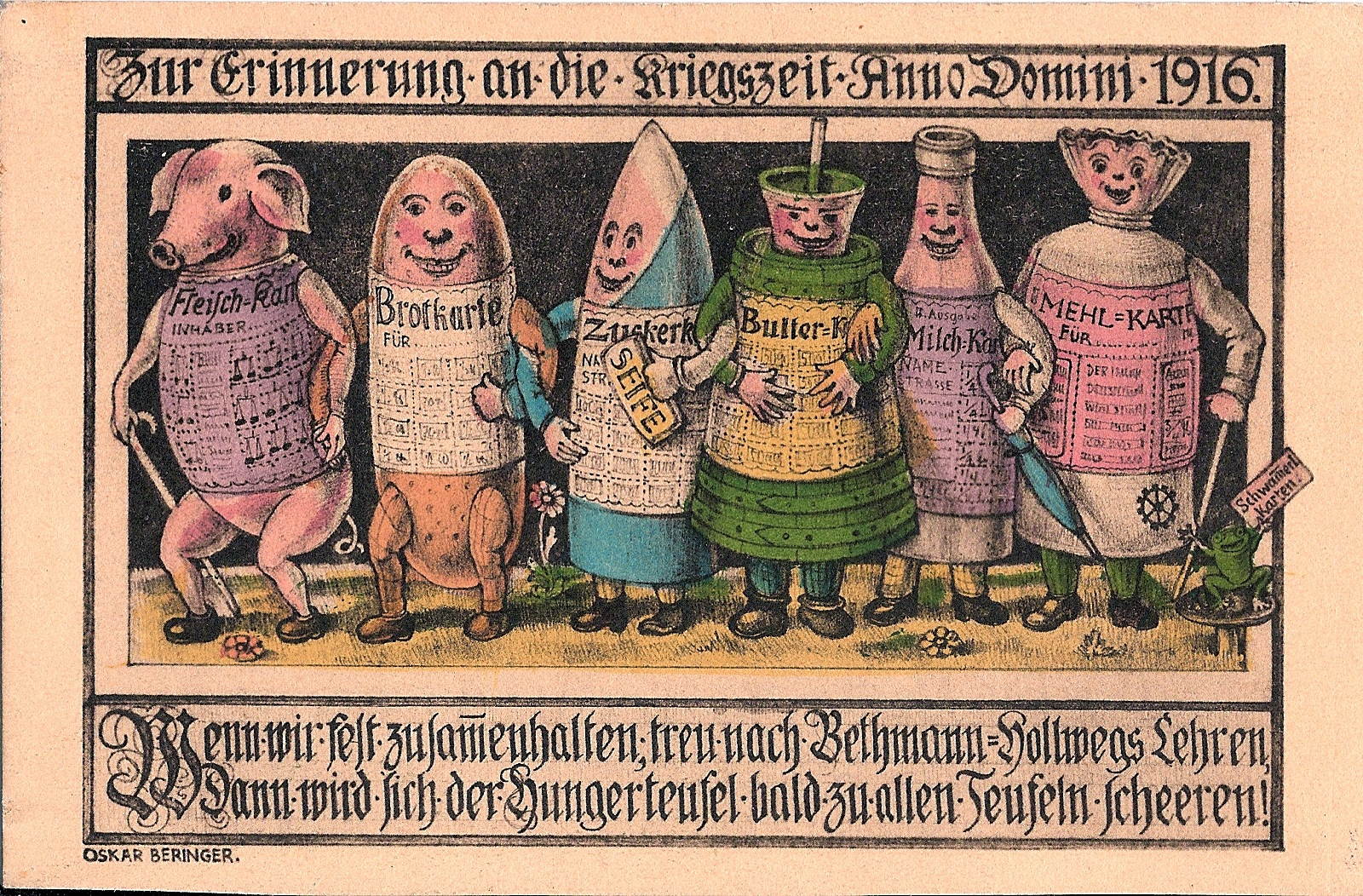
ملصق الدعاية الحكومية الألمانية للحرب العالمية الأولى يصف الحصص بتجسيدات للحوم والخبز والسكر والزبدة والحليب والدقيق، عام 1916.

يصبح تقنين الغذاء والماء ضروريًا أيضًا أثناء حالة الطوارئ، كالكوارث الطبيعية أو الهجمات الإرهابية. في الولايات المتحدة، وضعت الوكالة الاتحادية لإدارة الطوارئ مبادئ توجيهية للمدنيين بشأن تقنين إمدادات الغذاء والمياه عندما لا تتوفر بدائل. طبقًا لمعايير الوكالة الفيدرالية لإدارة الطوارئ؛ فإن كل شخص لابد أن يحصل على كوارت أميركي واحد على الأقل (0.95 لتر) يوميًا من المياه، وعلى كمية أكثر بالنسبة للأطفال والمرضعات والمرضى.

### المصدر
أدى الحصار العسكري في كثير من الأحيان إلى نقص الأغذية والمواد الاستهلاكية الأساسية الأخرى. في مثل هذه الظروف، كثيرًا ما تحدَد الحصص التموينية المخصصة للفرد على أساس السن أو الجنس أو العرق أو المكانة الاجتماعية. خلال حصار لكناو (جزء من التمرد الهندي عام 1857) تلقت امرأة ثلاثة أرباع الحصة الغذائية التي حصل عليها رجل، ولم يحصل الأطفال إلا على النصف. إبان حصار لايدي سميث، في المراحل الأولى من حرب البوير عام 1900، تلقى البالغون ذوو العرق الأبيض حصص الغذاء نفسها التي حصل عليها الجنود بينما تلقى الأطفال نصفها. كانت حصص الغذاء المخصصة للهنود وذوي العرق الأسود أقل بكثير.

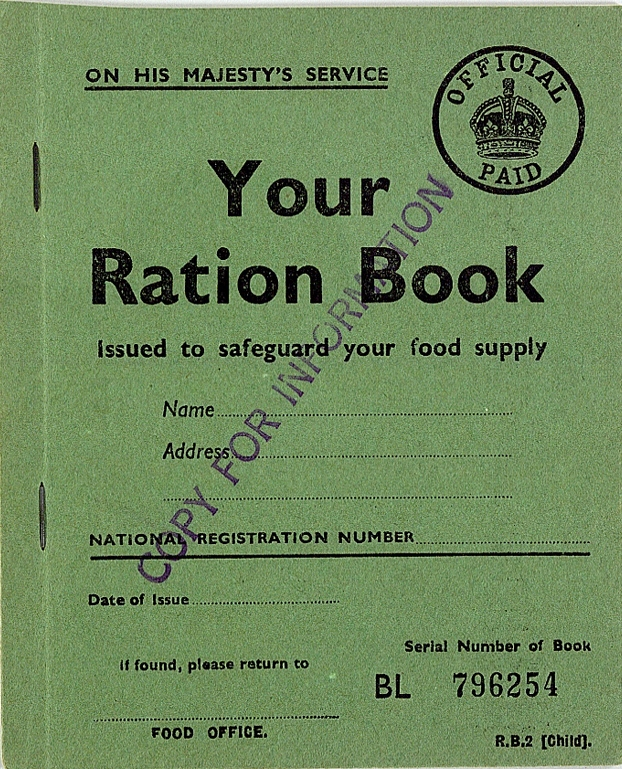
كتاب تموين الأطفال، المستخدم في بريطانيا خلال الحرب العالمية الثانية.

أدخِلت أول أنظمة التقنين الحديثة خلال الحرب العالمية الأولى. في ألمانيا، أدخِل نظام تقنين عام 1914، أثناء معاناتها من آثار الحصار البريطاني، ووُسع النظام بإطّراد على مدى السنوات التالية مع تفاقم الوضع سوءًا. رغم أن بريطانيا كانت لا تعاني من نقص في الغذاء، إذ ظلت الممرات البحرية مفتوحة أمام الواردات من الغذاء، فإن عمليات الشراء بدافع الهلع مع نهاية الحرب كانت سببًا في تقنين السكر أولًا ثم اللحوم. يُقال إن ذلك عاد بالنفع على صحة البلد في معظم الأحيان، من خلال «تسوية استهلاك المواد الغذائية الأساسية». اعتُمدت في 15 يوليو 1918 كتب حصص تموينية للزبدة، والمارغرين، ودهن الخنزير، والسكر، واللحم للمساعدة في التقنين. انخفض معدل استهلاك السعرات الحرارية خلال الحرب ثلاثة في المئة فقط، لكن استهلاك البروتين بلغ ستة في المئة. ظهر تقنين الغذاء في بولندا بعد الحرب العالمية الأولى، وكانت طوابع الحصص التموينية قيد الاستخدام حتى نهاية الحرب البولندية السوفيتية.

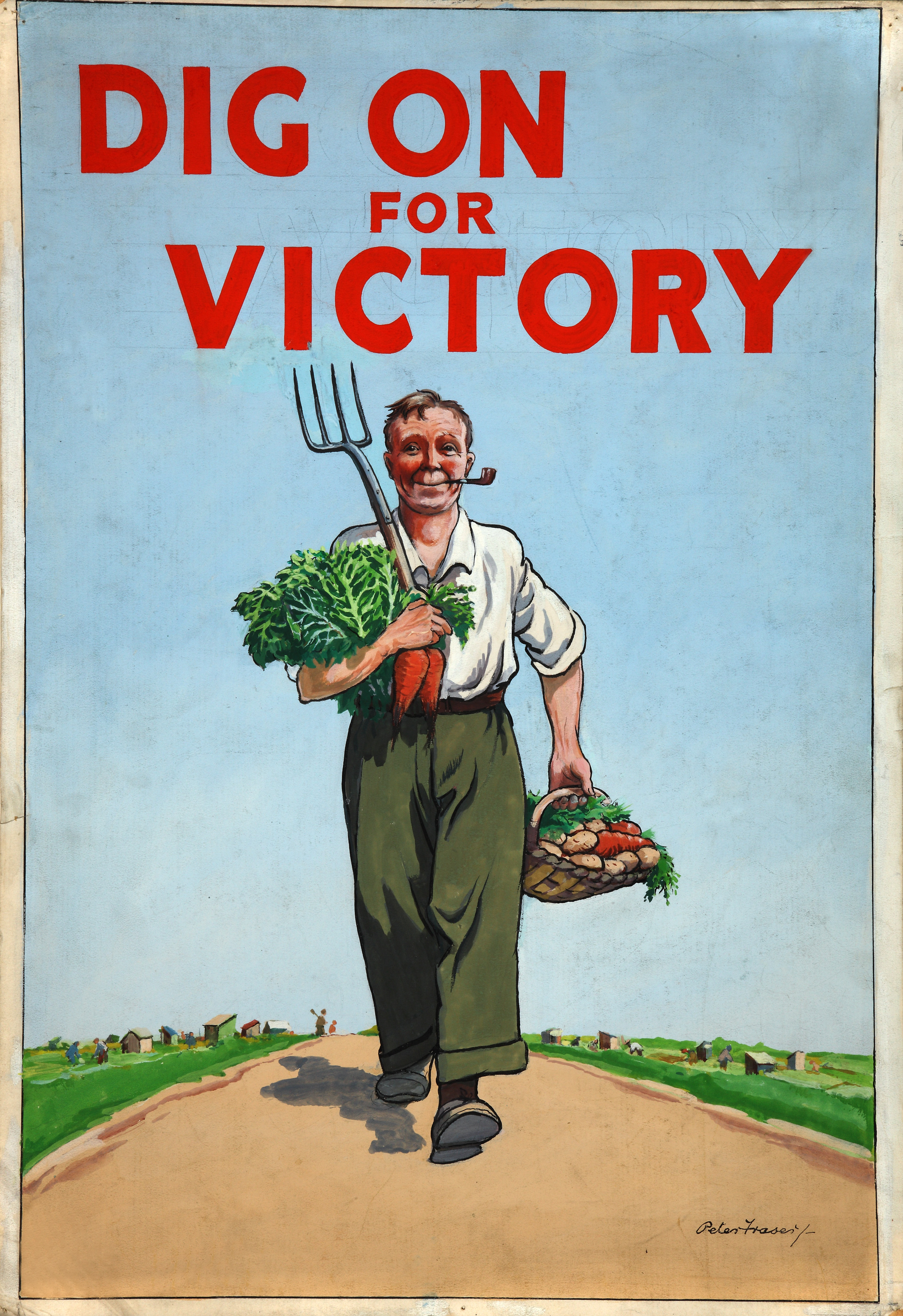
ملصق حملة "حفر من أجل النصر"، تشجيع البريطانيين على زراعة حدائق ومخصصات لتكميل حصصهم الغذائية.

### حصص معونة اللاجئين
تقدم وكالات المعونة، مثل برنامج الأغذية العالمي، حصص غذائية نصف شهرية وغير ذلك من الأساسيات للاجئين أو النازحين الداخليين المسجلين لدى المفوضية السامية للأمم المتحدة لشؤون اللاجئين، والذين يعيشون إما في مخيمات اللاجئين أو مدعومين في مراكز المناطق الحضرية. يُمنح كل لاجئ مسجل بطاقةً تموينية عند التسجيل تُستخدم في جمع الحصص التموينية من مراكز توزيع الأغذية. يستند مقدار السعرات الحرارية المخصص للشخص الواحد في اليوم (2100 سعرة حرارية) على المعايير الدنيا، والذي لا يتحقق في كثير من الأحيان، كما هو الحال في كينيا.
وفقًا للمادة 20 من الاتفاقية الخاصة بوضع اللاجئين، يعامَل اللاجئون معاملة مماثلة للمواطنين على الأقل، فيما يتعلق بالتقنين، إن كان هناك نظام تقنين عام، يستخدم للسكان عمومًا.

## أنواع أخرى

### تقنين الرعاية الصحية
كما لاحظت اللجنة الملكية البريطانية للخدمة الصحية الوطنية في عام 1979، «مهما كان الإنفاق على الرعاية الصحية، فمن المرجح أن يرتفع الطلب ليُلبيه ويتجاوزه». يُعتبر تقنين الرعاية الصحية للسيطرة على التكاليف قضيةً متفجرة في الولايات المتحدة، ولكن في واقع الأمر، تُقنن الرعاية الصحية في كل مكان. يُحدد التقنين بوضوح في الأماكن التي توفر الحكومة فيها الرعاية الصحية. في أماكن أخرى، يُحرم الأشخاص من العلاج بسبب الافتقار للمال، أو بسبب القرارات المتخذة من قبل شركات التأمين. وافقت المحكمة العليا الأميركية على الدفع للأطباء مقابل تقنين الرعاية، قائلة أنه يجب أن يكون هناك «بعض الحوافز لربط مكافأة الطبيب مع تقنين العلاج». يجبر نقص الأعضاء للتبرع على تقنين الأعضاء للزراعة حتى عندما يكون التمويل متاحًا.

### تقنين الائتمان
يصف مفهوم تقنين الائتمان في الاقتصاد والعمل المصرفي الحالة التي يحد فيها البنك من توفير القروض، رغم أن لديه ما يكفي من الأموال للإقراض، ولم يعادل توفير القروض حتى الآن طلب المقترضين المحتملين. لا يوازن تغيير سعر القروض (سعر الفائدة) بين الطلب والعرض للقروض.

### تقنين الكربون
تشير تجارة الكربون الشخصية إلى خطط تجارة الانبعاثات المقترحة، تُخصَص بموجبها أرصدة الانبعاثات للأفراد البالغين على أساس مساواة معدل دخل الفرد عمومًا، ضمن ميزانيات الكربون الوطنية. يسلم الأفراد بعدها هذه الأرصدة عند شراء الوقود أو الكهرباء. يكون بمقدور الأفراد الذين يرغبون بإطلاق انبعاثات في مستوى أعلى مما يسمح به التخصيص الأولي، المشاركة في تجارة الانبعاثات وشراء أرصدة إضافية. على النقيض من ذلك، فإن هؤلاء الأفراد الذين يطلقون انبعاثات عند مستوى أدنى من الذي يُسمح به التخصيص الأولي، لديهم الفرصة لبيع أرصدتهم الفائضة. على هذا، فإن التجارة الفردية في إطار تجارة الكربون الشخصية؛ تشبه تجارة الشركات في إطار نظام تجارة الانبعاثات في الاتحاد الأوروبي.
في بعض الأحيان، يُخلط بين تجارة الكربون الشخصية وتعويض الكربون؛ بسبب مفهوم مماثل يقضي بدفع بدلات الانبعاثات، ولكنه مفهوم مختلف إلى حد كبير، مُصمَم بحيث يكون إلزاميًا ويضمن تحقيق الدول أهدافها المحلية في انبعاثات الكربون (بدلًا من محاولة تحقيق ذلك من خلال التجارة الدولية أو التعويض).